# 田中萃一郎
田中 萃一郎（たなか すいいちろう、明治6年（1873年）3月7日 - 大正12年（1923年）8月13日）は、大正期の歴史学者、東洋史学者、法学博士。日本における東洋学の草分けで、専門は近世中国研究。

## 経歴
静岡県田方郡大竹村（現函南町）で、後に衆議院議員を務めた田中鳥雄の長男として生まれる。
明治25年（1892年）、慶應義塾大学部文学科を卒業。在学中はドイツ人のお雇い外国人・ルートヴィヒ・リースに師事。卒業後、静岡県伊豆学校（現在の静岡県立韮山高等学校）校長となり、その間に『東方近世史』を執筆。明治38年（1905年）からイギリス、ドイツ、フランスに留学し、ライプツィヒ大学で高名なカール・ゴットハルト・ランプレヒト（英語: Karl_Lamprecht）博士に師事し、研究を開始。明治40年（1907年）帰国後、慶應義塾大学部文学科教授に就任し、明治43年（1910年）文学科に史学専攻を創設するにあたり、中国の史書を積極的に取り入れて、中国と西洋の史学比較研究を通じて近代歴史学を構築。
大正8年（1919年）に法学博士となり、三田史学会を創設。大学で東洋史を教授し、大正10年（1921年）には東京商科大学で国家学概論も担当した。大正12年（1923年）、新潟県の瀬波温泉で海水浴中に脳溢血のため早世した。一部の著作は東洋文庫に保管されている。

## 著書
- 『東方（邦）近世史』
- 『伊豆人物史』
- 『元の官吏登席法』
- 『義荘の研究』
- 『田中萃一郎史學論文集』

## 訳書
- 『蒙古史』
- 『歴史哲学』

## 親族
- 長男・田中和雄（函南町長、静岡県公安委員長）[1]
- 三男・田中荊三（慶応義塾大学名誉教授）[1]